# كولوتونغا الأول
كولوتونغا تشولا الأول (1025–1122)، ويُهجأ أيضًا «كولوثونجا» (ويعني حرفيًا «مُمَجِّد عشيرته»)، وُلد باسم «راجندرا تشالوكيا». كان إمبراطورًا من أسرة تشولا حكم بين عامي 1070 و1122، خلفًا لابن عمه أثيراجيندرا تشولا. تولّى حكم مملكة التشالوكيا الشرقية من عام 1061 حتى عام 1118، بعد والده راجاراجا ناريندرا. ينحدر من سلالة تشولا من جهة والدته، وإلى التشالوكيا الشرقية من جهة والده. كانت والدته، أمانغايديفي، أميرة من أسرة تشولا وابنة الإمبراطور راجندرا تشولا الأول. أمّا والده، الملك راجاراجا ناريندرا من سلالة التشالوكيا الشرقية، فهو ابن شقيق راجندرا، وحفيد راجاراجا تشولا الأول من جهة والدته. بحسب المؤرخ سيليندرا ناث سين، فإن تولّيه العرش مثّل بداية عهد جديد، وبشّر بفترة من الاستقرار الداخلي والإدارة الفعالة. خلفه ابنه فيكراما تشولا.
أقام كولوتونغا علاقات دبلوماسية مع مدينة كانوج في شمال الهند، وكذلك مع دول بعيدة مثل كمبوديا، وسريفيجايا، والخمير، والباغان (بورما)، والصين. أرَسَى سيادة أسرة تشولا على مقاطعة سريفيجايا في قدح الواقعة في شبه جزيرة الملايو. يُعلن نقش موجود في معبد طاوي بمدينة قوانغتشو، يعود تاريخه إلى عام 1079، أن ولتونجا، ملك تشولين (تشولا)، هو الزعيم الأعلى لأرض سان-فوتسي (سريفيجايا). ووفقًا لتان يوك سيونج، محرر هذا النقش، تولّى كولوتونغا حكم كل من مملكتي تشولا وسريفيجايا. في منحة لايدن الصغيرة (الرقيم النحاسي المحفوظ في لايدن) المؤرخة بعام 1090، ذُكر ملك كادارام (سريفيجايا) بوصفه تابعًا لكولوتونغا. ومثل أسلافه، كان كولوتونغا راعيًا للفنون والأدب، وقد ألّف الشاعر جايامكوندان، الذي عاش في بلاطه، القصيدة التاميلية الشهيرة «كالينجاتوباراني» خلال فترة حكمه. وُظهر سجلاته نظامًا بالغ التنظيم في الإدارة المالية والمحلية. خلال فترة حكمه، نفّذ كولوتونغا مسحًا شاملًا للأراضي كان بمثابة الأساس لنظام الضرائب.
توفي كولوتونغا حوالي عام 1122 عن عمر ناهز 97 عامًا، رغم وجود خلاف حول هذا الأمر، مما يجعله من بين أطول الملوك عمرًا في العصور الوسطى. خلفه ابنه فيكراما تشولا. وبحسب المؤرخ نيلاكانتا ساستري، تجنّب كولوتونغا الدخول في حروب لا ضرورة لها، وأبدى اهتمامًا صادقًا برفاهية رعيّته. وقد شهد عهده الطويل والمزدهر نجاحًا استثنائيًا، مهّد الطريق لازدهار الإمبراطورية خلال المئة والخمسين سنة التالية.

## ميلاده ونشأته
وُلِد كولوتونغا تحت نجم بوشيا حوالي عام 1025. وتتوفر معلومات عن نسبه وعائلته من خلال عدد من المنح والنقوش، من بينها تلك الموجودة في تشيلورو (قرية في رايافارام ماندالام ضمن منطقة كوناسيما)، التي أصدرها ابنه الأمير فيرا تشولا، فضلًا عن الأعمال الأدبية مثل القصيدة التاميلية الشهيرة «كالينغاتوباراني». كان كولوتونغا حفيدًا لأم الإمبراطور راجندرا تشولا الأول من جهة ابنته أمانغاديفي. أمّا والده، راجاراجا ناريندرا، ملك التشالوكيا الشرقية، فكان ابن كوندافاي، الأخت الصغرى لراجندرا تشولا الأول، وابنة راجاراجا الأول. تزوّج راجاراجا ناريندرا من الأميرة أمانغاديفي، ابنة خاله من جهة والدته، راجندرا تشولا الأول المنتمي إلى السلالة الشمسية. وقد وُصف الأخير في ألواح تشيلور الصادرة عن فيرا تشولا بأنه «زينة جنس الشمس».

تذكر قصيدة «كالينغاتوباراني» تفاصيل ولادة كولوتونغا في النشيد المعنون «أفاتارام» (التجسد)، حيث وُصفت والدته بأنها تنتمي إلى السلالة الشمسية، ووالده إلى السلالة القمرية. ويُصوَّر كولوتونغا في النشيد على أنه تجسيد للإله الهندوسي فيشنو. في أحد مقاطع القصيدة، ورد الآتي: 
«ظهر فيشنو مرة أخرى في رحم ملكي، في ملكة ذاك الذي ينتمي إلى سلالة القمر التي تبدد كل الظلمات، ... لاكشمي (ملكة) راجاراجا النبيلة، المنحدرة من السلالة المنافسة للسلالة الشمسية».
بصفته أميرًا من أسرة مشولا، قاد كولوتونغا غزو مقاطعة سريفيجايا قدح، ومقاطعة تشاكراكوتا (التي تشمل منطقة باستار–كالاهاندي–منطقة كورابوت)، وذلك نيابة عن خاله من جهة والدته، الإمبراطور فيراراجيندرا تشولا، خلال القرن الحادي عشر.

## اعتلاؤه الحكم
استنادًا إلى القصيدة التاميلية «كالينغاتوباراني»، نشأ كولوتونغا في بلاط راجندرا تشولا الأول بمدينة جانجايكوندا تشولابورام. في شبابه، شارك في العديد من الحروب، حيث خدم إلى جانب راجندرا تشولا الأول وخلفائه: راجاديراجا الأول، وراجندرا تشولا الثاني، وفيراراجيندرا تشولا. خلال هذه الفترة، شارك في الحملات الشمالية للإمبراطورية في منطقتي ساكاراكوتام وفايراجارام، وحقق فيها عدة انتصارات أثبتت كفاءته في ساحة المعركة. تُعرف منطقة ساكاراكوتام اليوم بأنها تضم مناطق باستار، وكالاهاندي، وكورابوت، والتي شكّلت معًا مقاطعة تشاكراكوتا في العصور الوسطى. وبحسب ما ورد في قصيدة «كالينغاتوباراني»، توفي في تلك الفترة مانار مانافان، أي «ملك الملوك»، فجأة، مما أدخل الإمبراطورية في حالة من الفوضى، حتى عاد أبهايا، أي كولوتونغا، وأعاد النظام والاستقرار.
تشير منح تيكي وتشيلور وبيثابورام، التي أصدرها أبناء كولوتونغا، والمؤرخة في السنوات 17 و21 و23 من حكمه، إلى تويج كولوتونغا أولًا حاكمًا لفينغي في غياب والده، راجاراجا ناريندرا، ونال شهرة واسعة. وبحسب ما ورد في تلك الألواح، تُوِّج لاحقًا في مملكة تشولا راجيا، وهو منصب يُقال إنه لا يقل رفعة عن مقام ديفيندرا (إندرا). تُروى هذه الأحداث بصيغة استرجاع زمني في منحة تشيلور، حيث يوضح كولوتونغا لابنه الأمير فيرا تشولا أنه ترك مملكة فينغي لعمه من جهة الأب، فيجاياديتيا، لأنه هو، أي كولوتونغا، رغب في تولّي حكم مملكة تشولا.
تؤكد مصادر أخرى، مثل «فيكرامانكاديفاشاريتا» – وهو عمل عن الملك التشالوكيا الغربي «فيكراماديتيا السادس» من تأليف الشاعر البلاطي بيلهانا – و«فيكرامان سولان أولا» – وهو عمل عن ابن كولوتونغا وخليفته «فيكراما تشولا» من تأليف الشاعر أوتاكوثار – هذه الأحداث بشكل عام. يتفق العملان على وجود ملكٍ بين فيراراجيندرا تشولا وكولوتونغا، عُرف باسم أدهيراجيندرا، وأن المملكة دخلت في حالة من الفوضى بعد وفاته. ووفقًا لكتاب «فيكرامانكاديفاشاريتا»، نُفي كولوتونغا من فينغي نتيجة الاضطرابات التي اندلعت في مملكة تشولا بعد وفاة فيراراجيندرا تشولا. حتى خلال عهد فيراراجيندرا تشولا، قدّم كل من فيكراماديتيا السادس وملك نهر الجانج الشرقي راجاراجا ديفيندرافارمان دعمهما لفيجاياديتيا، عم كولوتونغا من جهة الأب، في مطالبته بعرش فينغي. وُقال إن كولوتونغا اتجه جنوبًا نحو عاصمة تشولا. يذكر بيلهانا أن راعيه، فيكراماديتيا السادس، سعى إلى الحيلولة دون اعتلاء كولوتونغا عرش تشولا، من خلال تنصيب أدهيراجيندرا (صهر فيكراماديتيا) ملكًا بديلًا عنه. مع ذلك، لم يدم هذا الترتيب طويلًا، وتمكّن كولوتونغا في نهاية المطاف من الاستيلاء على العرش. يعترض المؤرخ نيلاكانتا ساستري على النظريات التي طرحها فليت وغيرهم من المؤرخين المماثلين بشأن الغزو العدائي الذي نُسب إلى كولوتونغا ضد إمبراطورية تشولا. وبحسب تعبير ساستري، «لا يتضمّن عمل فيكرامانكاديفا أدنى إشارة إلى أنّ كولوتونغا أبعد خصومه عن طريقه من خلال القتل السري أو حتى عبر القتال العلني».

يذكر أوتاكوثار في «فيكراما تشولان أولا» عن الفترة الأولى من حكم كولوتونغا ما يلي:
انتصر كولوتونغا تشولا الأول على ملك بانديا، الحامل برايته رمز السمكة، وعلى ملك تشيرا، حامل رمز القوس. هزم خصومه من الملوك في كانتالورشالاي مرتين، واستولى على أراضي كونغانام وكارناتاكا. ومن خلال هزيمته للمحاربين في ساحة المعركة، أخضع بطش ملوك ماراتا.
امتد حكمه حتى الأراضي الشمالية. أزال الفقر وسحقه، وخفّض الضرائب. أحاطت عجلة دارماه بالعالم بأسره. زيّن الملك أبهايا تشولا رأسه بإكليل الآثي اللامع، ومنح البركة لأرضه.
تلك هي عظمة والد فيكراما تشولا.

— أوتاكوثار، «فيكراما تشولان أولا»، المقطع 24